# Саврань (Киевская область)
Саврань (укр. Саврань) — село, входит в Сквирский район Киевской области Украины.
Население по переписи 2001 года составляло 13 человек. Почтовый индекс — 09040. Телефонный код — 4568. Занимает площадь 0,36 км². Код КОАТУУ — 3224086603.

## Местный совет
09040, Київська обл., Сквирський р-н, с.Самгородок, вул.Петровського,13